# Martin Horský
Martin Horský (* 15. ledna 1978 Plzeň) je český scenárista a režisér.
Po sportovním gymnáziu ve Vimperku vystudoval pedagogickou fakultu Západočeské univerzity v Plzni katedru tělesné výchovy a sportu.

## Filmografie
- 2012 – Láska je láska (námět, scénář)
- 2015 – Život je život (námět, scénář)
- 2016 – Na vodě (televizní seriál, scénář několika dílů)
- 2016 – Bezva ženská na krku (námět, scénář)
- 2019 – Ženy v běhu (scénář, režie)
- 2022 – Srdce na dlani (scénář, režie)
- 2025 – Moře na dvoře (scénář, režie)